# Stephan Lück (Ernährungswissenschaftler)

Stephan Lück (2020)

Stephan Lück (* 19. Juli 1967 in Wissen/Sieg) ist ein deutscher Ernährungswissenschaftler und Lebensmitteltechnologe, der als Fernsehexperte bekannt wurde.

## Leben
Lück stammt aus einer Lehrerfamilie. Sein Onkel ist der Biologe und Hirnforscher Gerhard Roth. Der berufliche Werdegang von Stephan Lück begann mit einer Ausbildung zum Koch und Restaurantfachmann. Im Anschluss daran absolvierte er ein Studium der Ernährungswissenschaft und Lebensmitteltechnologie an der Justus-Liebig-Universität Gießen. Im Jahre 2009 promovierte er an der Rheinischen Friedrich-Wilhelms-Universität zu Bonn bei Peter Stehle und Dieter Eßfeld mit einer Arbeit zum Glycerol-Stoffwechsel und Wasserhaushalt.
Von 1996 bis 1999 war Lück mit einem wöchentlichen Beitrag bei Radio NRW. Ab 1997 kamen rund 800 TV-Auftritte als Ernährungsexperte hinzu (Stand Juli 2024). Am Anfang standen die RTL-Formate Punkt 6, Punkt 12, Extra – Das RTL-Magazin, Explosiv – Das Magazin und Stern TV. Im öffentlich-rechtlichen Rundfunk tritt Lück seit 2003 in der Live-Sendung des Hessischen Rundfunks service:trends und seit 2019 in dem Nachfolgeformat Die Ratgeber auf. Seit 2015 ist er zudem Ernährungsexperte beim WDR Fernsehen und tritt u. a. in der WDR Servicezeit in Studiogesprächen auf. In den WDR Formaten Der Vorkoster mit Björn Freitag und Der Haushaltscheck mit Yvonne Willicks gibt Lück Informationen zu Haltbarkeit und Zusammensetzung von Lebensmitteln und deckt verkaufsfördernde und marketingstrategische Techniken und Tricks der Lebensmittelindustrie auf. Dazu kommen seit 2017 Auftritte im ARD Buffet, seit 2024 auch verstärkt im Bayerischen Rundfunk.
Außerdem tritt Lück im ProSieben Infotainment-Magazin Galileo auf, wo er Ansprechpartner für Moderator u. a. Thomas „Jumbo “Schreiner, Martin Dunkelmann und Matthias Fiedler ist. Lück erklärt allgemeinverständlich die Zusammensetzung von Industrie-Lebensmitteln und baut diese zur besseren Anschaulichkeit nach den Angaben der Zutatenliste nach. Basis für seine Medienpräsenz ist das Ernährungswerk in Köln. Es bietet Dienstleistungen unter anderem für Fernsehproduktionen im Bereich Kochen und Ernährung an. TV-Aufnahmen finden häufig in der dortigen Show-Küche statt.
Von 2011 bis 2024 leitete Lück die Hotelfachschule HGS Rheinland, an der Fachkräfte aus dem Gastronomiebereich für Führungspositionen qualifiziert werden sollen. Der Bildungsgang gehört zum Angebot des städtischen Berufskollegs Albrecht-Dürer-Berufskolleg in Düsseldorf. Lück war 2016 ehrenamtliches Gründungsmitglied im Ernährungsrat Köln und Umgebung. Er setzt sich für eine nachhaltige und gesunde Ernährung auch für namhafte Firmen wie IKEA Deutschland und Aldi Süd als Experte und Berater ein. Seit 2024 ist Lück stellvertretender Institutsleiter des Kompetenzzentrums für Ernährung (KErn). Das KErn ist ein Institut der Bayerischen Landesanstalt für Landwirtschaft (LfL).
Außerdem ist Lück in Zusammenarbeit mit dem ehemaligen Kölner Lebensmittelkontrolleur Bernd Stumm als Restaurantkritiker tätig. Zusammen mit Dieter Eßfeld entwickelte Lück ein spezielles Fasten-Konzept, welches seit 2023 unter dem Namen TryB „Fastenhilfe“ von einem Kölner Unternehmen vermarktet wird.

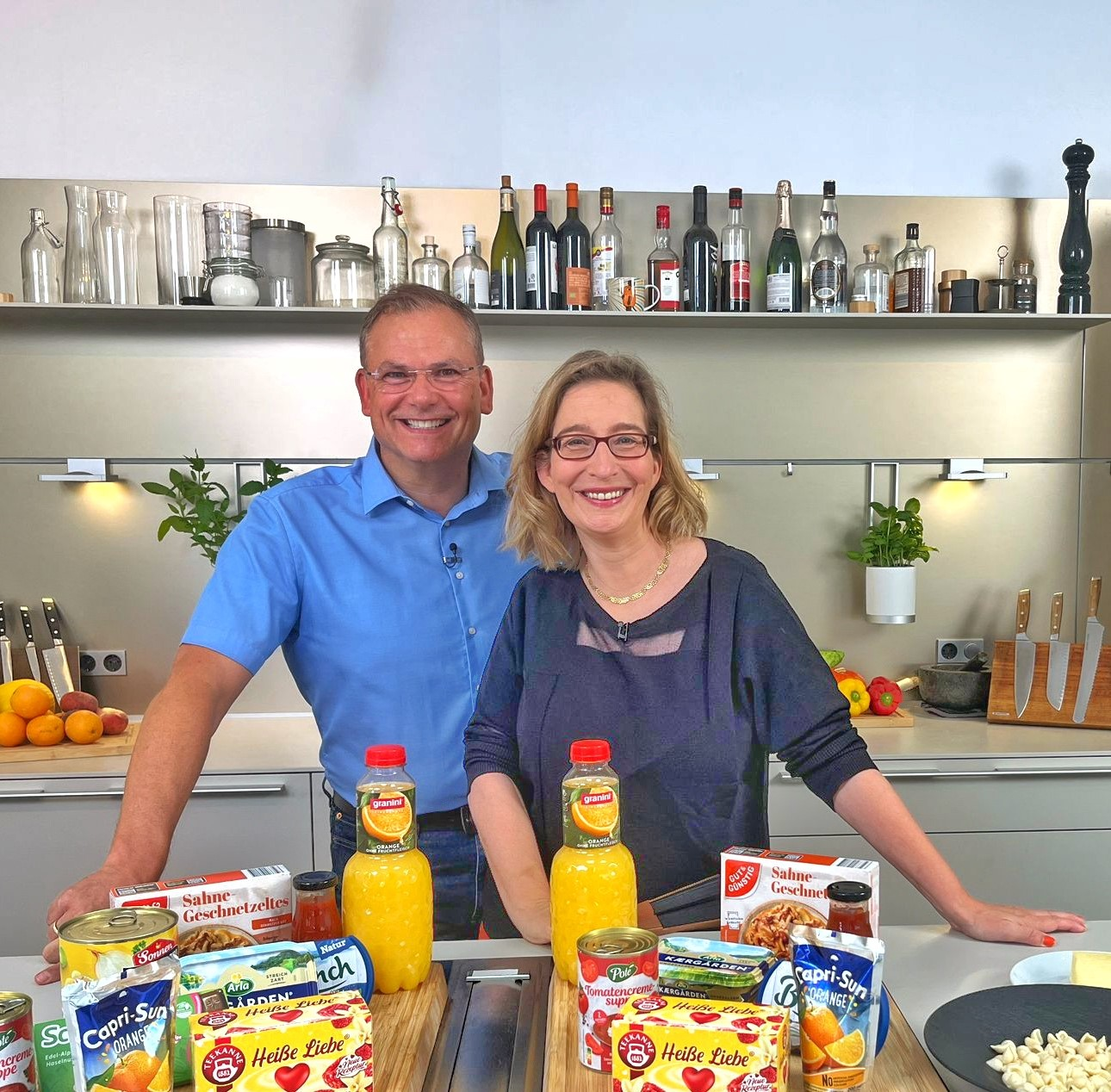
2024 mit Yvonne Willicks

## Publikationen
- Einfluss einer glycerolinduzierten Hyperhydratation auf Flüssigkeitsbilanz und Energiestoffwechsel von Läufern während einer Ausdauerbelastung. VVB Laufersweiler Verlag, Gießen 2009, ISBN 3-8359-5355-9, Zugl. Diss. Universität Bonn, Bonn 2008.
- zus. mit Rafael Pranschke: Die Mallorca-Diät : leicht leben mit der mediterranen Ernährung. Christian Verlag, München 2015, ISBN 978-3-86244-669-8.
- zus. mit Andi Schweiger: BIG FIVE for Health, GRÄFE UND UNZER Verlag GmbH; 1. Edition (1. März 2023), ISBN 978-3-8338-8595-2.